# Charlie McDonnell
Charlie McDonnell (nacida el 1 de octubre de 1990) es una creadora de contenido, música, guionista, y anterior videobloggera británica de Bath, Somerset, Inglaterra. A partir de abril de 2012, su canal de YouTube, charlieissocoollike, contaba con más de 1,485,600 suscriptores. El 15 de junio de 2011, el canal se puso de relieve en la primera página de YouTube en la categoría de entretenimiento después de ser el primer canal de Reino Unido en llegar a un millón de suscriptores. A partir del 22 de junio de 2012 sus vídeos de YouTube han tenido más de 243,767,624 vistas.
Como música, McDonnell fue miembro de la banda de rock Chameleon Circuit, banda que usa la serie de televisión Doctor Who como inspiración para sus canciones. Con esa banda ha sacado dos álbumes, uno de nombre homónimo a la banda y otro titulado Still Got Legs, en referencia a la primera frase que el personaje del Doctor (encarnación de Matt Smith) dice cuando se acaba de regenerar. También fue miembro de la banda Sons of Admirals, con sus amigos Alex Day, Ed Blann y Tom Milsom, hasta que la banda se deshizo en mayo de 2011. Como solista, McDonnell había publicado varias canciones en su canal de Youtube y en 2010 publicó su hasta ahora único álbum solista, This is Me. 
En mayo de 2013 McDonnell comenzó a dirigir cortometrajes como The Tea Chronicles o Offline, disponibles en su canal de YouTube. En 2016 publicó su primer libro, Fun Science, y desde 2016 a 2018 su canal ha sido la plataforma donde ha ido publicando vídeos relacionados con cada tema que trata en su libro sobre ciencia; tratando temas desde la evolución hasta el sueño pasando por la luz, el sonido, etc. 
El 6 de marzo de 2019, McDonnell anunció en su cuenta de Twitter que abadonaba Youtube para enfocarse en su carrera como guionista. El último vídeo hasta la fecha es del 1 de diciembre de 2018.
En 2020 comenzó a crear contenido como realizador de directos en la plataforma Twitch bajo el usuario "coollike" donde juega diversos videojuegos mientras interactúa con el chat en vivo.

## Primeros años y vida personal
McDonnell nació y se crio en Bath, Somerset con sus hermanos menores Bridie y William McDonnell. Se educó en la escuela Beechen Cliff School, un estado integral de la escuela fundación en Bath. Estuvo unos años viviendo el Londres con su mejor amigo Alex Day, primero en un pequeño piso y luego en una casa, hasta 2014. 
Pero entonces se destapó un escándalo sexual que involucraba varios Youtubers en Inglaterra, entre ellos Alex Day, y decidieron separarse y cada uno seguir su vida por su cuenta. En marzo de 2014 McDonnell anunció en su blog que había cortado toda amistad y convivencia con Alex Day, diciendo que "ya no soy capaz de llamar a Alex amigo mío", después de que se confirmaran las alegaciones sobre Alex de manipulación, abuso emocional y sexual, y infidelidad a antiguas novias. 
Después de varias viviendas y de cortar con su novia del momento, Bryarly Bishop (con la que estuvo hasta 2013), McDonnell vive actualmente en Ontario, Canadá. Mantuvo una relación con Emily Diana Ruth, también youtuber y cineasta, hasta 2021 cuando dieron fin a su relación amistosamente.
El 6 de octubre de 2022, McDonnell anunció en su cuenta de Instagram que se identifica como una mujer transgénero, manteniendo su nombre como Charlie, pero indicando que utiliza los pronombres femeninos y neutros (she/they).

## YouTube
Después de haber creado su canal "charlieissocoollike" en Youtube en abril del 2007, McDonnell empezó a publicar sus vídeo-blogs (o "vlogs") a una audiencia pequeña. Se hizo famosa cuando su video "How to Get Featured on Youtube" fue destacado en la página principal de YouTube en el Reino Unido. Su audiencia saltó de 150 suscriptores a más de 4000 en dos días.
En enero del 2008, en celebración por haber conseguido 25,000 suscriptores, McDonnell les pidió a sus suscriptores que le mandaran sugerencias de desafíos. McDonnell esta completándolo estos desafíos en una serie de 25 vídeos llamados "Challenge Charlie." Desde marzo del 2012, ha completado 22 de estos desafíos, incluyendo uno que fue sugerido por el presentador de televisión, Phillip Schofield, y su hija Molly, quienes desafiaron a McDonnell a bailar el baile que acompaña la canción, "Hoedown Throwdown", que fue popularizada en la película Hannah Montana: The Movie. McDonnell ha publicado una gran variedad de vídeos en el sitio incluyendo su vídeo más visto "Duet with Myself".
En el 2008, McDonnell participó en una colaboración de vídeo-blog con otras cuatro personalidades de YouTube titulado "FiveAwesomeGuys," un proyecto spin-off de "FiveAwesomeGirls", el cual incluye a hayleyghoover y a italktosnakes y duró desde el 28 de enero al 31 de diciembre de ese año. En mayo del 2009, McDonnell creó una cuenta alterna de YouTube, "CharlieAtE3", la cual siguió a McDonnell cuando viajó a E3 2009. En enero de 2010 McDonnell creó otra cuenta alterna de YouTube, "charlieissoboredlike", para los vídeos que hace cuando "no tiene nada mejor que hacer."
En lo que a su canal se refiere, cabe destacar sus colaboraciones con: Sprinkleofglitter, Dan Howell y AmazingPhill
En el junio del 2011, McDonnell se convirtió en la primera youtuber en el Reino Unido a llegar a millón de suscriptores. Hizo un vídeo en celebración por el honor de su logro, con referencias al juego Portal 2, y YouTube la felicitó poniéndolo en la página principal del sitio después de que publicó su vídeo. A partir de junio de 2012 McDonnell tiene más de 1,470,254 suscriptores y actualmente está clasificada número 35 en el mundo world en suscriptores de YouTube. McDonnell también está actualmente clasificada número 2 en la Gran Bretaña en suscriptores de YouTube. Ha sido estimado que su canal adquiere aproximadamente 5,000 nuevos suscriptores a la semana. Actualmente, los videos de McDonnell terminan con un outro hecho por Stephen Fry.